# 할미새사촌
할미새사촌(Pericrocotus divaricatus)은 참새목 할미새사촌과 할미새사촌속의 한 종으로 동아시아 지역에 주로 서식한다. 할미새사촌속에 속하는 종들 대부분은 노란색, 주황색, 빨간색 음영의 깃털을 가진 반면에, 할미새사촌은 회색, 흰색, 검은색 깃털만을 가진다. 암컷은 스윈호할미새사촌의 암컷과 생김새가 비슷해 혼동될 가능성이 있으며, 수컷은 흰색 얼굴과 검은 뒷머리를 가진 독특한 모습을 하고 있다. 할미새사촌은 흔히 할미새사촌속의 다른 종들과 함께 임관에서 먹이를 구하며, 그 밖의 다른 종들과 함께 연합하여 먹이를 찾으러 다니기도 한다.

## 특징

할미새사촌 수컷의 무늬

할미새사촌의 몸 길이는 18.5~20 cm이다. 수컷의 몸 윗부분은 회색, 아랫부분은 흰색이다. 검은색 정수리와 흰색 이마를 지녔으며, 날개깃에는 날개를 가로지르는 흰색 선이 있다. 부리와 다리는 모두 검은색이다. 암컷의 정수리 부분은 회색이다. 검은색 눈선을 가지고 있으며, 정수리의 회색 부분과 눈선 사이에는 흰색 선이 있어 구분된다. 할미새사촌은 높은 음의 금속성 울음 소리를 낸다. 할미새사촌은 장밋빛할미새사촌, 스윈호할미새사촌과 밀접한 관련성이 있는 것으로 간주되나, 털갈이 패턴에서 차이를 보인다. 1년에 두 번 첫째날개깃을 털갈이하는 몇 안 되는 참새목 새들 가운데 하나이며, 할미새사촌속의 종들 가운데 가장 긴 거리를 이동하는 철새이다.

## 서식
할미새사촌은 시베리아 남동부, 중국 북동부, 한국, 일본에서 서식한다. 일본 남부 류큐 열도에 서식하고 있는 것들은 일반적으로 검은가슴할미새사촌(P. tegimae)이라는 다른 종으로써 간주된다. 할미새사촌은 장거리 이동 철새로 남아시아, 동남아시아, 심지어는 수마트라섬, 보르네오섬, 필리핀과 같은 남쪽에서도 서식한다. 할미새사촌은 숲에서 흔히 찾을 수 있으며 나무가 드문드문 있는 열린 지역에서도 흔히 발견된다. 할미새사촌은 임관에서 곤충을 잡아먹으며 이따금씩 다른 종들과 함께 연합하여 먹이를 찾기도 한다. 할미새사촌은 철새로, 흔히 무리를 지어 생활한다.

## 보전 상태
종의 상태는 안정적인 것으로 간주되며, 국제자연보전연맹(IUCN)에 의해 “최소관심종”으로 분류되었다. 특히 아마미오섬의 개체수는 1985년부터 2001년까지 증가해왔다. 1879년 인도 동쪽의 안다만 제도에서 보고되었음에도, 1965년 전까지는 인도 본토에서는 보고된 바가 없었다. 이후부터는 할미새사촌이 더욱 규칙적으로 보고되기 시작하였다.

## 번식
할미새사촌은 4개~7개 정도의 알을 낳으며 이후 17일~18일 동안 알을 품는다.

## 참고 문헌
- Brazil, Mark A. (1991) The Birds of Japan, Christopher Helm, London.
- MacKinnon, John & Phillipps, Karen (2000) A Field Guide to the Birds of China, Oxford University Press, Oxford.
- Robson, Craig (2002) A Field Guide to the Birds of South-East Asia. New Holland, London.